# Onthophagus tabellifer
Onthophagus tabellifer là một loài bọ cánh cứng trong họ Bọ hung (Scarabaeidae).